# San Isidro la Raya
San Isidro la Raya är en ort i Mexiko.   Den ligger i kommunen San Martín Peras och delstaten Oaxaca, i den sydöstra delen av landet, 240 km söder om huvudstaden Mexico City. San Isidro la Raya ligger 1 672 meter över havet och antalet invånare är 134.
Terrängen runt San Isidro la Raya är lite bergig. Runt San Isidro la Raya är det ganska tätbefolkat, med 75 invånare per kvadratkilometer. Närmaste större samhälle är San Vicente Zoyatlán, 15,4 km sydväst om San Isidro la Raya. I omgivningarna runt San Isidro la Raya växer huvudsakligen savannskog.